# Герб Мезенского района
Герб муниципального образования «Мезе́нский муниципальный район» Архангельской области Российской Федерации является официальным символом муниципального образования «Мезенский муниципальный район».
Герб Мезенского района утверждён 24 сентября 2009 года решением № 25 Собрания депутатов муниципального образования «Мезенский муниципальный район».

## Описание герба
„В серебряном поле на зелёной земле червлёная лисица с серебряным брюхом и грудью. В вольной части — герб Архангельской области“.

## Обоснование символики
Червлёная лисица с серебряным брюхом и грудью в серебряном поле на зелёной земле символизирует северный город.
Зелёный цвет символизирует жизнь и плодородие, а также лесные богатства района.
Червлёная лисица символизирует историю района, связанную с промыслом и торгом пушного зверя.
Цвет герба перекликается с исторической эмблемой города Мезень, утверждённой Указом Екатерины II от 2 октября 1780 года за № 15069 — „О гербах городам Вологодского наместничества“.
Вольная часть с гербом Архангельской области указывает на территориальную принадлежность муниципального образования „Мезенский муниципальный район“ к Архангельской области.

## История герба
28 июня 2001 года Собрание депутатов муниципального образования „Мезенский район“ приняло решение о гербе муниципального образования: »…герб города Мезени, утверждённый Указом Императрицы Екатерины II 2/13 октября 1781 года, считать гербом г. Мезени и муниципального образования «Мезенский район» (герб Мезени фактически утверждён в 1780 году).
Описание исторического герба Мезени 1780 года гласило:

"Красная лисица въ серебряномъ полѣ. Въ знакъ того, что жители сего города и его уѣзда сими звѣрями и производят торгъ. В верхней части щита — герб Вологды: «В красномъ полѣ щита видна выходящая из облака рука, держащая золотую державу с серебрянымъ мечемъ».

С 1784 года Мезень находилась в Архангельском наместничестве, с 1796 года по 1929 год — в Архангельской губернии. Как предполагают историки верхняя часть щита гербов городов Вологодского наместничества, перешедших с 1784 года в подчинение Архангельского наместничества, поменялась на герб Архангельска. Однако официального подтверждения тому нет.
В 1859 году, в период геральдической реформы Кёне, был разработан проект нового герба Мезени: «В серебряном щите червлёная идущая лисица с золотыми глазами и языком. В вольной части герб Архангельской губернии. Щит положен на золотые лежащие накрест молотки, соединённые Александровской лентой» (официально не утверждён). При чем направление движения лисицы поменялось слева направо (в гербе Мезени 1780 года лисица идёт влево, если смотреть от щитодержателя).
20 декабря 2007 года герб Мезенского района был видоизменён — из герба была удалена верхняя часть — Архангел Михаил поражающий поверженного дьявола, а лисица заняла всё серебряное поле герба. 24 сентября 2009 года данное решение утратило силу. В вольной части герба Мезенского района вновь появился Архангел Михаил — главная фигура гербов Архангельска и Архангельской области, а изображение лисицы и направление её движения было взято из проекта герба 1859 года, с добавлением зелёной оконечности из герба 1780 года.
Герб Мезенского района подлежит внесению в Государственный геральдический регистр Российской Федерации.